# Errouville

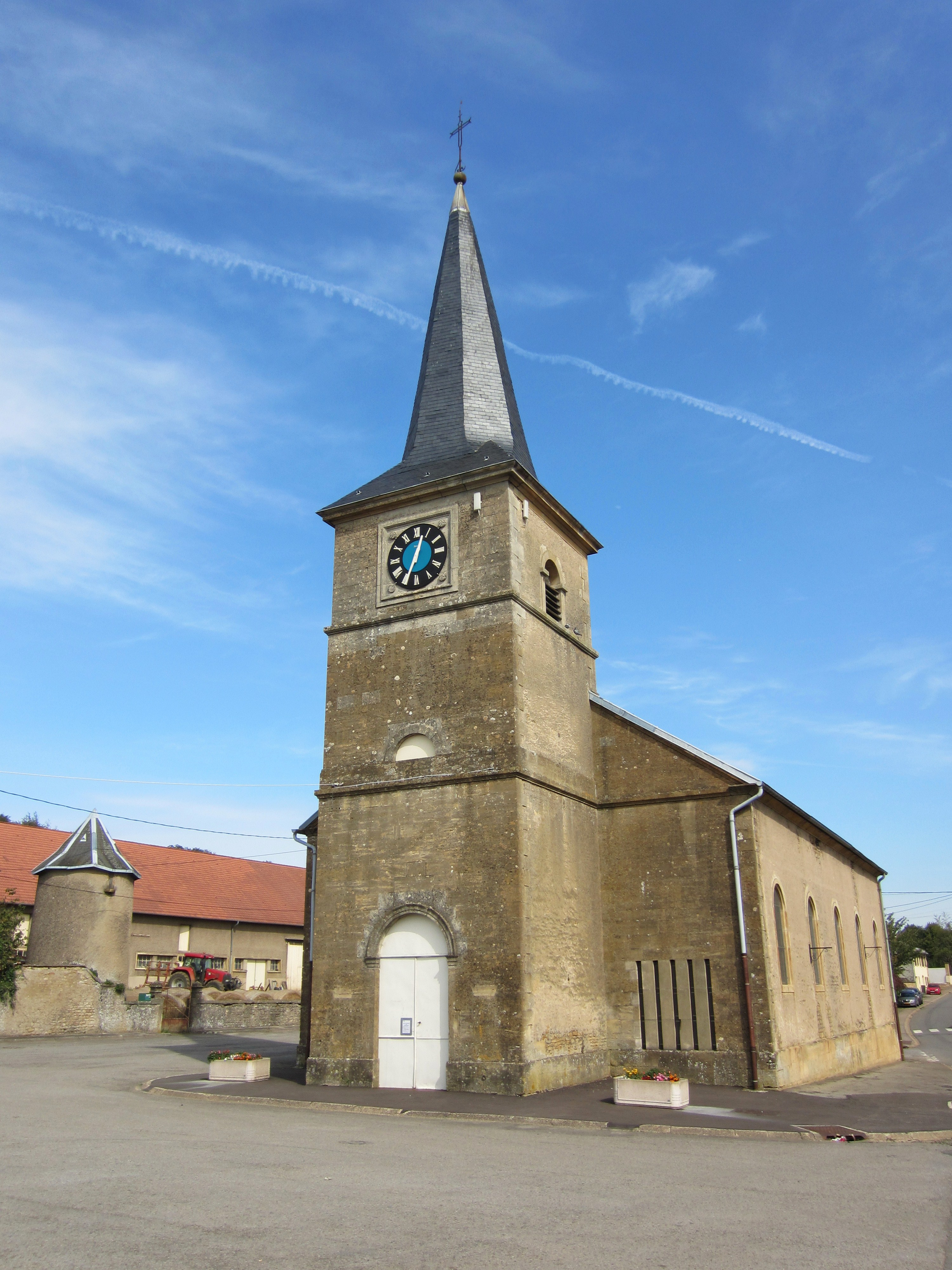
Kościół św. Willibrorda (2011)

Errouville – miejscowość i gmina we Francji, w regionie Grand Est, w departamencie Meurthe i Mozela.
Według danych na rok 1990 gminę zamieszkiwały 793 osoby, a gęstość zaludnienia wynosiła 155 osób/km² (wśród 2335 gmin Lotaryngii Errouville plasuje się na 445. miejscu pod względem liczby ludności, natomiast pod względem powierzchni na miejscu 1000.).

## Populacja

Populacja Errouville w latach 1962–2008